# Victor Nelli Jr.
Victor Jr. Nelli (...) è un regista e produttore televisivo statunitense.
Victor ha lavorato, oltre che come regista e produttore televisivo, anche come direttore della fotografia in programmi televisivi come The Real World, House of Style e Mr. Show with Bob and David e altre serie di minore importanza. Ha debuttato come regista nella serie The Bernie Mac Show ed ha lavorato come regista in varie altre serie televisive, come: The Office, Wilfred, Una mamma per amica, Tutti odiano Chris, My Name Is Earl, Scrubs - Medici ai primi ferri, Ugly Betty e C'era una volta.
Victor è stato inoltre produttore esecutivo e regista della serie Outsourced.